# فيصل الحفيان
فيصل الحفيان (ولد 1378 هـ / 1959 م) باحث ومحقق سوري، وخبير بالمخطوطات. عمل مديرًا لمعهد المخطوطات العربية (2013- 2020)، ومديرًا مكلَّفًا لمعهد البحوث والدراسات العربية بالقاهرة سابقًا. وهو خبيرٌ بمجمع اللغة العربية بالقاهرة، وعضو مراسل بمجمع اللغة العربية بدمشق، ومديرُ المشروعات وأحد أعضاء هيئة الأمناء لدى دار المخطوطات بإستانبول حاليًّا. وهومستحدِثُ برنامجٍ أكاديمي يمنح درجتَي الماجستير والدكتوراه في "علم المخطوطات وتحقيق النصوص".

## ولادته وتحصيله
وُلد فيصل بن عبد السلام الحفيان في حِمص السورية، يوم الخميس 22 جُمادى الآخرة 1378هـ الموافق للأول من يناير (كانون الثاني) 1959م.
انتقل إلى مصر قبل أن يبلغ الخامسة عشرة من عمره، ودرس المرحلة الجامعية وحصل على الإجازة (الليسانس) في اللُّغة العربية وآدابها، بتقدير جيد جدًّا من كلية اللغة العربية بجامعة الأزهر بالقاهرة عام 1978. وعلى دبلوم التخصُّص في الدراسات اللغوية، بتقدير جيد جدًّا من كلية اللغة العربية أيضًا عام 1980.
ثم تابع مسيرته في مرحلة الدراسات العليا فنال شهادة الماجستير في اللُّغويات، بتقدير امتياز بإجماع آراء لجنة المناقشة والحُكم، من كلية اللغة العربية أيضًا عام 1988، وكان موضوع الرسالة «الحُجَّة في علل القراءات السبع لأبي عليٍّ الفارسي (تحقيق ودراسة الجزء الرابع)»، وكان مشرفه إبراهيم البسيوني أستاذ ورئيس قسم اللغويات في كلية اللغة العربية بجامعة الأزهر.
وأتمَّ دراسته بحصوله على شهادة الدكتوراه في اللُّغويات، بتقدير امتياز بإجماع آراء لجنة المناقشة والحُكم من كلية اللُّغة العربية، بجامعة الأزهر عام 1999. وكانت أطروحته بعنوان «دراسة المسائل النحوية والصرفية في كتاب الكافي في الإفصاح عن مسائل كتاب الإيضاح، لابن أبي الربيع السبتي الأندلسي، مع تحقيق الجزء الأول منه»، أشرف عليه فيها الدكتور إبراهيم حسن أستاذ ورئيس قسم اللغويات في كلية اللغة العربية بجامعة الأزهر.
وحصل الدكتور فيصل الحفيان على درجة الأستاذية في اللغة العربية وآدابها؛ وقد صدر قرار الترقية من جامعة طرابلس (لبنان) اعتمادًا على الإنتاج العلمي الذي قُدِّم إليها، ويشمل كتبًا وبحوثًا في حقل التخصُّص تجاوزت في عددها ما هو مقرَّر بحسَب اللوائح، وتولَّى تقييمها لجنة علمية رفيعة شكلت لهذا الغرض.

## عمله
عمل فيصل الحفيان مدرِّسًا في ثانويات حمص بسورية، ثم انتقل إلى الكويت وهو في أوائل العشرين ليعمل فيها نحو عشر سنوات، فعمل محرِّرًا في قسم التراث العربي بوزارة الإعلام الكويتية (1980- 1981). وسكرتيرَ تحرير غيرَ متفرِّغ في جريدة الأنباء الكويتية (1982- 1990). وتولَّى منصب مسؤول الإعلام التراثي والمطبوعات، وسكرتير تحرير "مجلة معهد مخطوطات" و"دورية أخبار التراث العربي"، في معهد المخطوطات العربية أيام عمله بالكويت (1982- 1990)، وكان إلى ذلك منسِّق برامج المعهد.
ثم انتقل إلى القاهرة حين استأنف المعهدُ عملَه بعد انقطاع، ومكث فيها قرابة ثلاثين عامًا، وتولَّى إدارة معهد المخطوطات العربية في السنوات الأخيرة من إقامته في مصر (2013 - 2020) أحدث فيها نُقلةً نوعية في العمل التراثي وطرائقه، فجعل من المخطوط حقلًا معرفيًّا تخصُّصيًّا (أكاديميًّا) متعدِّد الشُّعب والمسارات. ثم كانت إستانبول وِجهتَه عام 2021 حيث بدأ عمله مديرًا للمشروعات في دار المخطوطات.

### مبادراته
استحدث برنامجًا تخصُّصيًّا (أكاديميًّا) عام 2001 يمنح درجتَي (ماجستير) و(دكتوراه) في "علم المخطوطات وتحقيق النصوص"، ووضع خُطَّة دراسية له. وتبنَّى معهد المخطوطات ومعهد البحوث والدراسات العربية (المنظمة العربية للتربية والثقافة والعلوم) المبادرة، ولا يزال البرنامج مستمرًّا حتى اليوم. وعمل على إطلاق برنامج تخصُّصي (أكاديمي) هو دبلوم علوم المخطوط عام 2015، مع وضع خُطَّة دراسية له في إطار معهد المخطوطات العربية. وأقام يومًا للمخطوط العربي في شهر أبريل من كل عام.

### خبراته
لدى الدكتور فيصل خبرةٌ تدريسية، إذ درَّس مُقرَّراتِ النحو والصرف، ومناهج تحقيق التراث، وأدوات تحقيق النصوص، ونظرية المخطوط، في برنامجَي علم المخطوطات وتحقيق النصوص، وبرنامج دبلوم علوم المخطوط المذكورَين آنفًا. وله إلى ذلك خبرةٌ في التخطيط فكان يُسنَد إليه وضعُ المخططات الخاصَّة بالندَوات والمؤتمرات العلمية، والدورات التدريبية التي نظَّمها المعهد منذ بداية الثمانينيات من القرن الماضي، في القاهرة، ودمشق، والإمارات العربية المتحدة، والكويت، والجزائر، وغيرها.
وأجرى رحلات عديدة لانتقاء المخطوطات وتصويرها، ورصد أوضاعها في عدد من البلدان؛ منها: موريتانيا، والمغرب، ولبنان، وكتابة تقارير علميَّة عن ذلك. ومن خبراته الحُكم على كتب وبحوث لعددٍ من الجهات العلميَّة في بعض البلدان العربية. والمشاركة في لجان الحُكم لعدد من الجوائز. مع الإشراف والمشاركة في لجان التحكيم والمناقشة لعدد من رسائل الماجستير والدكتوراه. وكذلك الإشراف والإعداد والتحرير للمطبوعات الصادرة عن معهد المخطوطات العربية في الكويت والقاهرة، منذ عام 1987 (فهارس مخطوطات، كتب تراثية محققة، دوريات، ببليوغرافيا، كشافات تراثية).

## مناصبه
- المدير المسؤول ورئيس تحرير "مجلة معهد المخطوطات العربية"، وهي مجلة علمية نصف سنوية محكمة.
- المدير المسؤول ورئيس تحرير دورية "مجلة المخطوطات الثقافية"، وهي مجلة ثقافية، نصف سنوية، تصدر عن معهد المخطوطات العربية.
- المدير المسؤول ورئيس تحرير دورية "المخطوطات الإخبارية"، وهي مجلة إخبارية، فصلية، تُعنَى بتنسيق الجهود القائمة على تحقيق التراث ونشره، وتصدر عن معهد المخطوطات العربية.
- رئيس تحرير دورية "أخبار التراث العربي"، تصدر كل ثلاثة أشهر، وتُعنَى بتنسيق الجهود القائمة على تحقيق التراث ونشره.
- المدير المسؤول ورئيس تحرير الكتاب الدوري "مقالات في التحقيق" يصدر عن معهد المخطوطات العربية.
- رئيس المجلس الأكاديمي لدبلوم علوم المخطوط.
- المشرف الإداري والعلمي على الموقع الإلكتروني لمعهد المخطوطات العربية.
- رئيس تحرير "بادرة النشر التراثي الإلكتروني للشباب" (تراثنا).
- مدير معهد البحوث والدراسات العربية بالقاهرة، ورئيس المجلس العلمي.[8]
- المشرف العلمي على قسم البحوث والدراسات التراثية (علم المخطوطات وتحقيق النصوص)، بمعهد البحوث والدراسات العربية، والقسم يمنح درجات علمية أكاديمية (دبلوم التخصص، الماجستير، الدكتوراه).[6]
- مدير المشروعات لدى دار المخطوطات بإستانبول.

## عضوياته
- عضو عامل بمجمع اللغة الليبي.
- عضو مراسل بمجمع اللغة العربية بدمشق.
- خبير بمجمع اللغة العربية بالقاهرة.[9]
- عضو لجنة جائزة إحياء التراث بمجمع اللغة العربية بالقاهرة.
- عضو مجلس إدارة مركز المخطوطات في مكتبة الإسكندرية بجمهورية مصر العربية.
- عضو الهيئة الاستشارية لمجلة «تراثيات» الصادرة عن مركز تحقيق التراث بالهيئة العامة لدار الكتب والوثائق المصرية.
- أمين سر الهيئة المشتركة لخدمة التراث العربي (تضم المسؤولين عن مراكز المخطوطات في البلدان العربية والإسلامية، وعدد من البلدان الأجنبية).[10]
- عضو هيئة المخطوطات الإسلامية (تيما TIMA)، كامبريدج.
- عضو الجمعية السورية لتاريخ العلوم، حلب.
- عضو الهيئة الاستشارية لمجلة التراث النبوي، الرياض.

## آثاره العلمية

له عدَّة مؤلفات وتحقيقات منها:

### تآليفه
1. معجم الأعلام الصريحة في القرآن الكريم، مؤسسة الكويت للتقدم العلمي، ضمن موسوعة «قاموس القرآن الكريم»، 2009.[11]
2. التراث العلمي العربي: أسئلة للمستقبل، مكتبة الإمام البخاري بالقاهرة، 2010.[12]
3. معجم الأعلام المُبهَمة في القرآن الكريم، مؤسسة الكويت للتقدم العلمي، ضمن موسوعة «قاموس القرآن الكريم»، 2011.
4. الفن الإسلامي في عُمان، بالاشتراك مع عبد الرحمن السالمي وهاينز جوبي ولورنز كورن، مزون للطباعة والنشر والإعلان، مسقط، 2014.[13][14]
5. التحقيق والقراءة، إشكالية المصطلح وثنائية التعامل مع النص، معهد المخطوطات العربية، 2017.[15]
6. اختيار النص، تقنين التفكير في التحقيق، بالاشتراك مع د. محمود مصري، معهد المخطوطات العربية، 2018.[16][17]
7. فقه التحقيق: من الصنعة إلى العلم، مركز أبو ظبي للغة العربية، 2023.[18]
8. قاموس القرآن الكريم، معجم الأخلاق، 2023.[19][20]
9. روح التراث رؤى نقدية للتصوُّرات والقيم والمعرفة، دار المِرقاة للدراسات والنشر، الكويت، 2023.

### تحقيقاته
1. الكافي في الإفصاح عن الإيضاح، لابن أبي الربيع السبتي الأندلسي (ت 688 هـ)، تحقيق ودراسة (3 مجلدات)، مكتبة الرشد، الرياض، 2001.[21][22]

### فهارس وكشافات
1. فهارس أخبار التراث العربي (من 1982- 2002)، معهد المخطوطات العربية، 2002.
2. الفهارس المفصَّلة لمجلة معهد المخطوطات العربية (1955- 2002)، بالاشتراك مع د. محمد فتحي عبد الهادي، معهد المخطوطات العربية 2001.

### تحرير وتنسيق ومشاركة
1. التجارِب العربيَّة في فهرسة المخطوطات، معهد المخطوطات العربية، 1977 (تنسيق وتحرير).[23]
2. فن فهرسة المخطوطات العربية، معهد المخطوطات العربية، 1998 (تنسيق وتحرير).
3. التراث العلمي العربي: مناهج تحقيقه وإشكاليات نشره، معهد المخطوطات العربية، 2000 (تنسيق وتحرير ومشاركة).
4. التراث العربي المخطوط في فلسطين، معهد المخطوطات العربية، 2001 (تنسيق وتحرير ومشاركة).[24]
5. تراث العرب السياسي، معهد المخطوطات العربية، 2002 (تنسيق وتحرير ومشاركة).[25]
6. التراث العربي، قضايا الحاضر وآفاق المستقبل، معهد المخطوطات العربية، 2002 (تنسيق وتحرير ومشاركة).
7. تراث العرب والمسلمين في العَلاقات الخارجية، معهد المخطوطات العربية، 2003 (تنسيق وتحرير).
8. تراث القدس، ذاكرة المكان والإنسان: بحوث ومداخلات المؤتمر الدَّولي الذي عُقد بالقاهرة يومي 15 و16 نوفمبر 2006. معهد المخطوطات العربية، 2008.

## معرض الصور

لوحة معالم التحقيق